# 6836-os mellékút (Magyarország)
A 6836-os számú mellékút egy közel hat kilométer hosszú, négy számjegyű országos közút Zala vármegye déli részén. A Becsehely déli szomszédságában fekvő kisebb községeket köti össze a településsel és a 7-es főúttal.

## Nyomvonala
A 6835-ös útból ágazik ki, annak 9,100-as kilométerszelvénye táján, Tótszerdahely központjában. Nagyjából észak felé indul, Béke utca néven; 700 méter után lép ki a község lakott területei közül. 1,2 kilométer után lépi át Tótszentmárton határát, 1,8 kilométer urán pedig eléri annak lakott területét; települési neve a falu déli részén Alkotmány utca, a központban Béke utca, a központtól északra pedig Szent Márton utca. 3,6 kilép a házak közül és 3,8 kilométer után már Becsehely területén jár. 4,1 kilométer megtételét követően felüljárón, csomópont nélkül keresztezi az M7-es autópályát, amely itt 226+200-as kilométerszelvényénél jár. 5,5 kilométer után éri el Becsehely lakott területét, és szinte azonnal véget is ér, beletorkollva a 7-es főútba, annak 224,100-as kilométerszelvényénél.
Teljes hossza, az országos közutak térképes nyilvántartását szolgáló kira.gov.hu adatbázisa szerint 5,625 kilométer.